# Edward Fox
Edward Charles Morice Fox (Chelsea, Londres, 13 de abril de 1937) es un actor británico de teatro, cine y televisión. Normalmente ha estado asociado a papeles de caballero inglés de clase alta. Es particularmente conocido por su papel en la película Chacal (1973) y por su interpretación de Eduardo VIII en la miniserie de televisión Eduardo y Mrs. Simpson  (1978).
Es oficial de la Orden del Imperio Británico.

## Biografía

### Comienzos
Fox nació en Chelsea, Londres, hijo de Robin Fox, un actor y agente de teatro y la actriz Angela Worthington. Es hermano del también actor James Fox y del productor cinematográfíco Robert Fox. También es hermanastro de Daniel Chatto y cuñado de Sarah Chatto. Su abuelo materno fue el dramaturgo Frederick Lonsdale. Fox es también el bisnieto del empresario industrial Samson Fox. Fue educado en la Harrow y sirvió como teniente en los Coldstream Guards.

### Carrera
Su debut teatral fue en 1958 y su primera aparición cinematográfica fue en 1963 como extra en This Sporting Life. A finales de los años 1960 y finales de los años 1970, se asentó en películas importantes británicas como Oh! What a Lovely War (1969), La batalla de Inglaterra (película) (1969) y El mensajero (1970), pero fue el rol de asesino a sueldo de Chacal (1973) el que le lanzó definitivamente a la fama. Desde entonces, fue muy solicitado para papeles en películas como Un puente lejano (1977) y Fuerza 10 de Navarone (1978) con Robert Shaw y Harrison Ford. En 1978 interpretó al Rey Eduardo VIII del Reino Unido en el drama para la televisión Eduardo y Mrs Simpson. En la película de 1982 Gandhi, Fox interpretó al controvertido General de Brigada Reginald Dyer, responsable de la Masacre de Amritsar en la India. También ha aparecido en la película de 1983 de James Bond Nunca digas nunca jamás y después, junto con Laurence Olivier en Motín a bordo en (1984). A finales de la década de 1980 compartió los escenarios del West End londinense con Rex Harrison en una nueva producción de The Admirable Crichton, de James Matthew Barrie. Apareció como invitado en la serie Agatha Christie's Poirot.
Más recientemente, ha aparecido en la película La importancia de llamarse Ernesto (2002), en Nicolas Nickleby (2002) y en Belleza prohibida (2004). Ha consolidado su reputación con apariciones regulares en las tablas del West End de Londres. Ha recibido aclamaciones de la crítica por su interpretación en Four Quartets de T. S. Eliot en festivales dentro y fuera de Reino Unido acompañado por la música de teclado de Johann Sebastian Bach e interpretada por Christine Croshaw.
Fue nombrado oficial de la Orden del Imperio Británico en el año 2003.

### Vida personal
Fox se ha casado dos veces con las actrices Tracy Reed (1958-1961) y con Joanna David (desde julio de 2004, después de una larga relación). Tiene una hija, Lucy Fox, Vizcondesa de  Gormanston, con Tracy Reed, y dos hijos, la actriz Emilia Fox y Freddie Fox, con Joanna David.

## Apariciones en la cultura popular
El grupo de post-punk Smack editó el sencillo "Edward Fox" en los comienzos de los años '80. La canción se basa en la biografía aparecida en un periódico sobre Edward Fox y pasada a formato musical. La biografía fue publicada en "New Manchester Review" y fue producida por Rowland Jones en los Estudios Drone en Chorlton-cum-Hardy, Mánchester.

## Filmografía
- 2004 - Belleza prohibida
- 2002 - La importancia de llamarse Ernesto
- 2001 - Todos los hombres de la Reina
- 1998 - Perdidos en el espacio
- 1995 - Un mes en el lago
- 1991 - Robin Hood (Película para televisión)
- 1989 - Retorno del río Kwai
- 1986 - Shaka Zulu (miniserie) (Serie de televisión)
- 1985 - Patos salvajes II
- 1985-  The Shooting Party
- 1984 - Motín a bordo
- 1983 - Nunca digas nunca jamás
- 1982 - Gandhi
- 1980 - El espejo roto
- 1979 - El gato y el canario
- 1978 - Fuerza 10 de Navarone
- 1977 - Un puente lejano
- 1977 - Eric, oficial de la reina
- 1977 - Los duelistas
- 1973 - Chacal
- 1970 - El mensajero
- 1969 - La batalla de Inglaterra
- 1963 - El sirviente

| Predecesor: Brad Dourif por One Flew Over the Cuckoo's Nest | BAFTA al mejor actor de reparto 1978 por Un puente lejano | Sucesor: John Hurt por El expreso de medianoche |
| Predecesor: Colin Welland por Kes                           | BAFTA al mejor actor de reparto 1972 por El mensajero     | Sucesor: Ben Johnson por The Last Picture Show  |

- Datos: Q309980
- Multimedia: Edward Fox (actor) / Q309980